# Skalbmierz
Skalbmierz is een stad in het Poolse woiwodschap Świętokrzyskie, gelegen in de powiat Kazimierski. De oppervlakte bedraagt 7,13 km², het inwonertal 1326 (2005).

## Verkeer en vervoer
- Station Skalbmierz